# Winchester olvidado

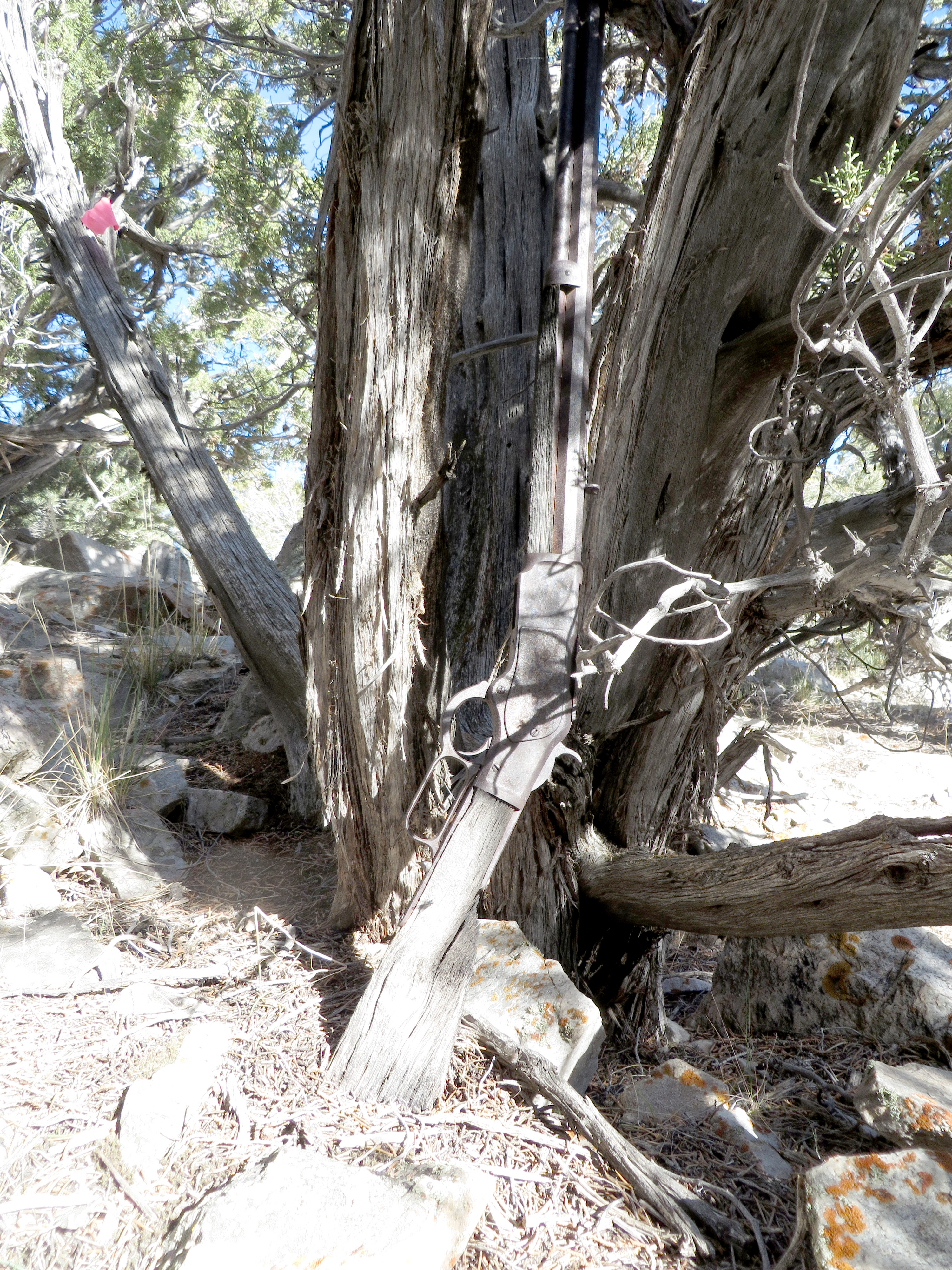
National Park Service fotografía del Winchester Olvidado descansando sobre el árbol donde fue descubierto en 2014

El Winchester Olvidado es un rifle Winchester encontrado en 2014 apoyado sobre un enebro en el Parque nacional de la Gran Cuenca, en Nevada, Estados Unidos. El arma fue fabricada en 1882, pero nada se sabe sobre cómo o por qué acabó allí. La base de su culata estaba semi enterrada en vegetación y sedimentos, y una bala que se encontraba en el arma, datada entre 1887 y 1911, indicó que el rifle había permanecido a la intemperie durante largo tiempo. Una publicación en la página de Facebook del parque nacional sobre el arma en cuestión se volvió viral, despertando la imaginación del público, que se preguntaba por el misterio del hallazgo y por qué fue dejado allí y nunca encontrado hasta ese momento.

## Descubrimiento
Previamente al hallazgo del rifle, el Servicio de Parques Nacionales había comenzado un proyecto de acondicionamiento de la zona alrededor de Strawberry Creek Campground con el objetivo de prevenir incendios. Como parte del proyecto, el Servicio de Parques envió personal de su oficina para los recursos culturales con motivo de peinar la zona en busca de posibles artefactos arqueológicos. Fue entonces cuando la arqueóloga Eva Jensen se topó con el rifle apoyado sobre el enebro. Se trató de un afortunado hallazgo pues menos de dos años después el árbol junto con la zona circundante fueron presa de las llamas.

## Conservación y descripción

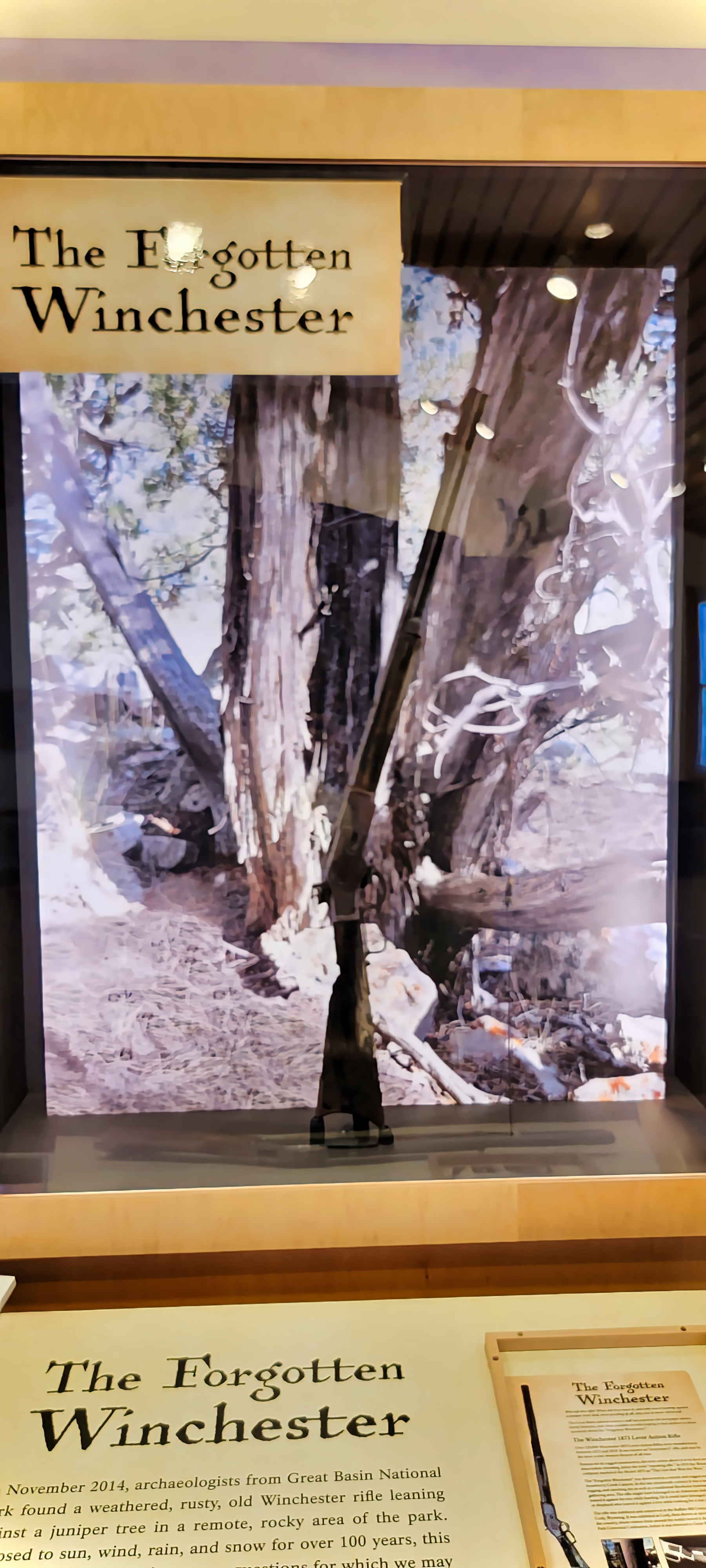
Forgotten Winchester

El rifle es un Winchester, del mismo tipo que el representado en la película de 1950, Winchester '73.  El número de serie del rifle indica que se fabricó en 1882. La empresa Winchester produjo en masa este modelo del calibre .40-44 , que llegó a ser conocido como "el rifle que conquistó el Oeste", fabricando veinticinco mil de ellos sólo en 1882. El Servicio de Parques envió el arma al Museo de Armas de Fuego en el Buffalo Bill Center of the West en Cody, Wyoming para ser analizada y conservada: un equipo de investigadores trasladó el rifle al hospital de la zona para ser inspeccionado con rayos X, por lo que en los registros del hospital hubo de figurar como paciente bajo el nombre de "rifle", y se descubrió que el arma aun estaba cargada. Así, pudo datarse que la bala fue manufacturada por la Union Metallic Cartridge Company entre 1887 y 1911, además de también comprobarse que la culata había sido reparada con anterioridad a ser abandonado el rifle. El arma no ha sido restaurada desde entonces, pero los conservadores del museo utilizaron hipromelosa sobre las partes de madera del arma para evitar un mayor deterioro de las mismas.
El Winchester Olvidado se encuentra en el centro de visitantes del parque nacional de la Gran Cuenca en carácter de exposición permanente para que todo aquel que lo visite pueda ser testigo del insólito hallazgo.